# توم ديكسون (لاعب كرة قدم أمريكية)
توم ديكسون (بالإنجليزية: Tom Dixon)‏ هو لاعب كرة قدم أمريكية أمريكي، ولد في 21 أغسطس 1961.